# غيبوبة (فلم 2020)
غيبوبة هو فيلم أكشن خيال علمي روسي من إخراج نيكيتا أرجونوف وبطولة رينال موخاميتوف، ليوبوف أكسيونوفا وأنطون بامبوشني، صدر الفيلم في 30 يناير 2020.

## روابط خارجية
- مقالات تستعمل روابط فنية بلا صلة مع ويكي بيانات